# Perilampus meloui
Perilampus meloui is een vliesvleugelig insect uit de familie Perilampidae. De wetenschappelijke naam is voor het eerst geldig gepubliceerd in 1957 door Risbec.